# Józef Zych
Joseph Zych (né le 23 mars 1938) est un avocat, universitaire et homme politique polonais du Parti populaire polonais. Entre 1983 et 1991, il est président du Conseil National des Avocats. Député à la Diète pour le Parti populaire uni et le Parti populaire polonais de 1989 à 2015, il est maréchal adjoint de la Diète pour les première, deuxième et quatrième législatures de 1991 à 1995 et de 2004 à 2005, maréchal principal de la Diète pour les cinquième et septième législatures. Il est membre du Tribunal d'État de 2015 à 2019 et à partir de 2023.

## Biographie
Dès son plus jeune âge, Zych participe à des activités de scoutisme et est soumis à des tracasseries. En 1961, il est condamné à une peine de prison pour non-respect de ses obligations officielles lors d'un camp de scouts près de Krosno Odrzańskie.
Il termine ses études au lycée Bolesław Chrobry à Leżajsk en 1956. Il obtient ensuite un diplôme en droit de la Faculté de droit de l'Université Adam Mickiewicz de Poznań en 1966. Sous la direction académique d'Andrzej Wąsiewicz, il obtient son doctorat en 1976, spécialisé en droit du travail et de la sécurité sociale. Il poursuit une carrière juridique, en tant qu'avocat et est finalement président du Conseil national des avocats entre 1983 et 1991.
La carrière politique de Zych commence avec son adhésion au Parti populaire uni en 1975, et il est élu député du parti en 1989. Il joue un rôle important dans divers comités et conseils, notamment le Conseil pour la protection de la mémoire des luttes et des martyrs. Il joue un rôle important dans la transformation du Parti populaire polonais, en occupant des postes de direction clés.
Tout au long de son mandat à la Diète, Zych occupe divers postes prestigieux, notamment celui de maréchal adjoint et de maréchal, et participe activement à l'adoption de la Constitution de 1997 de la République de Pologne. Il quitte ses fonctions de député en 2015.
Après 2015, Zych continué à s'impliquer dans la fonction publique et dans le monde universitaire, notamment en occupant des postes au Tribunal d'État et en tant que conseiller à l'Association polonaise des assurances. Il contribue également à des travaux universitaires et enseigne au Collegium Intermarium lié à l'Ordo Iuris ultra-conservateur.